# Терегулова, Закия Сагадатовна
Терегулова Закия Сагадатовна(башк. Тереғолова Зәкиә Сәғәҙәт ҡыҙы) [02.07.1943 года, родилась в деревне Суртанузяк Матраевского района Башкирской АССР, (ныне: Республика Башкортостан, Зилаирский район)] — врач-терапевт, токсиколог, профпатолог. Доктор медицинских наук (1994), профессор (1995). Заслуженный врач Республики Башкортостан (1996), Отличник здравоохранения СССР (1983).

## Биография
Закия Терегулова родилась в дервене Суртанузяк Зилаирского района Башкирской АССР 2 июля 1943 года в крестьянской семье.
В 1960 году окончила Уразовскую среднюю школу Учалинского района.
В 1960—1963 годах З. С. Тереулова училась в Сибайском медицинском училище.

В 1963—1965 годах работала в Учалинской центральной районной больнице медсестрой.

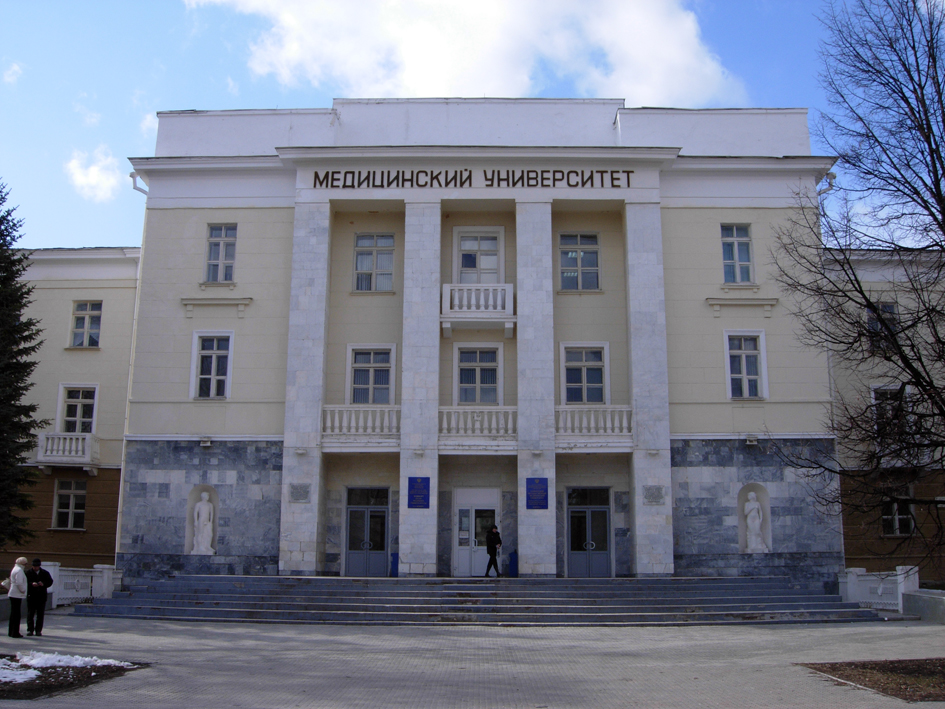
Один из корпусов Башкирского государственного медицинского университета

В 1965—1971 годах училась в Башкирском государственном медицинском институте.
После окончания института, с 1971 года работала в 18-й и 5-й больницах города Уфы участковым терапевтом, цеховым врачом.
С 1974 года — врач Уфимского научно-исследовательского института гигиены и профзаболеваний , 1975 года- заместитель главного врача по медицинской части.
В 1982 −1985 годах — главный врач института.
В 1985 году начала работать в Башкирском государственном медицинском институте в качестве ассистента.
В 1995—2000 годах- проректор Башкирского государственного медицинского университета по учебной работе, одновременно с 1996 года- заведующая кафедрой гигиены труда и профзаболеваний.
С 2000 года — руководитель Научно-производственного центра по медико-экологическим проблемам и экологической безопасности.
Научные труды профессора З. Терегуловой посвящены медицинской экологии и медицине труда, в том числе клинической токсикологии, предупреждению профессиональных заболеваний работников горнообрабатывающих предприятий, нефтехимической промышленности; медико-экологическим проблемам оздоровления населения. З.Терегуловой разработаны способы очищения организма и предупреждения дисбактериоза кишечника.
Автор более 500 научных трудов, 15 монографий и 2 изобретений.
Профессором Терегуловой подготовлены более 15 кандидатов медицинских наук, 5 докторов медицинских наук.
Главный внештатный токсиколог Министерства здравоохранения Республики Башкортостан (1980—2005 гг.), член Профильной комиссии МЗ РФ, член УМК УМО по медицинскому и фармацевтическому образованию вузов России по профболезням и лабораторной диагностике, член Межведомственного совета по медицинским проблемам питания Института питания.
Член редакции журнала «Уральский экологический вестник».
Член совета Научной редакции издательства «Башкирская энциклопедия» .

## Почётные звания
Отличник здравоохранения СССР (1983).
Заслуженный врач Республики Башкортостан (1996).

## Научные труды
- Интоксикация органическими растворителями на предприятиях резинотехнических изделий (современные подходы к оценке условий труда, диагностике, лечению и профилактике). Уфа, 1999 (соавтор);
- Профессиональные заболевания от воздействия физических факторов. Уфа, 2009 (соавтор).
- Оценка влияния условий труда и факторов окружающей среды на состояние здоровья горнорабочих. Уфа, 2012 (в соавторстве).